# Cryosignum incisum
Cryosignum incisum är en kräftdjursart som först beskrevs av Richardson 1908.  Cryosignum incisum ingår i släktet Cryosignum och familjen Paramunnidae. Inga underarter finns listade i Catalogue of Life.